# St. Maria Magdalena (Handzell)

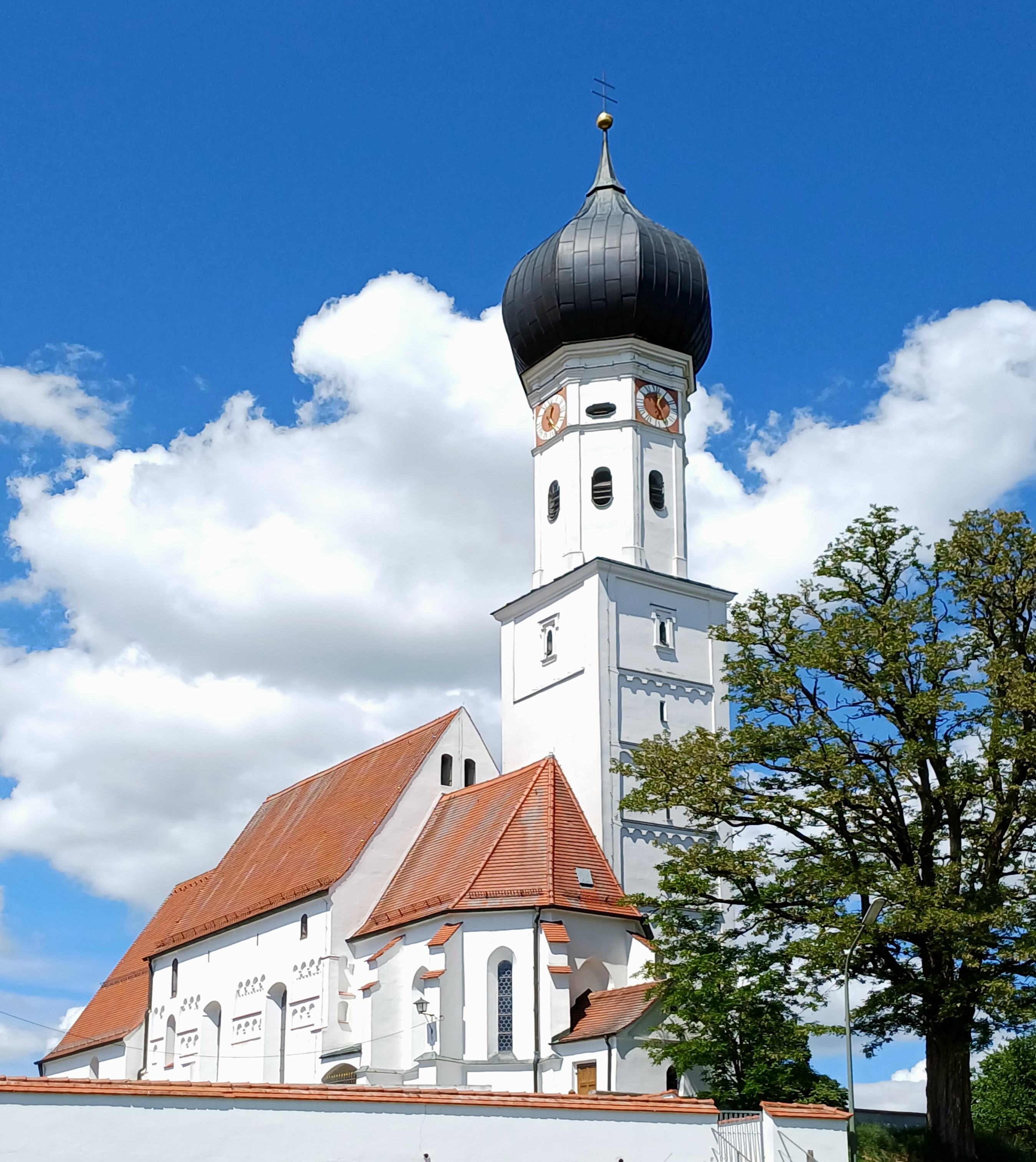
St. Maria Magdalena in Handzell

Die römisch-katholische Pfarrkirche St. Maria Magdalena steht in Handzell, einem Gemeindeteil von Pöttmes im schwäbischen Landkreis Aichach-Friedberg von Bayern. Das denkmalgeschützte Bauwerk ist in der Liste der Baudenkmäler in Pöttmes unter der Nr. D-7-71-156-33 eingetragen. Die Kirchengemeinde gehört zum Dekanat Aichach-Friedberg des Bistums Augsburg.

## Beschreibung
Von der um 1150 gebauten ehemaligen Wehrkirche blieben die Mauern des Langhauses erhalten. Sie wurden um 1250/60 beim Neubau des Chors mit Fünfachtelschluss im Osten und der unteren Geschosse des Chorflankenturms auf quadratischem Grundriss an seiner Nordwand erhöht. Im frühen 18. Jahrhundert wurde der Chorflankenturm mit achteckigen Geschossen aufgestockt, die mit Pilastern an den Ecken verziert sind, und mit einer Zwiebelhaube bedeckt. Das untere aufgestockte Geschoss beherbergt den Glockenstuhl, das obere die Turmuhr. Der Innenraum des Langhauses, das 1983–1987 nach Westen verlängert wurde, wurde mit einer Flachdecke überspannt, der des Chors mit einem Netzgewölbe. Zur Kirchenausstattung gehört ein um 1680/90 gebauter Hochaltar, der von den Statuen der Katharina von Alexandrien und der Barbara von Nikomedien flankiert wird. Sein Altarretabel wurde von Johann Heiss mit Maria Magdalena bemalt.
Die Orgel wurde 2016 von Georg Weishaupt umgebaut.